# Jonathan Patrick McCarty
Jonathan Patrick McCarty o Pat McCarty (Allen, Texas, 24 de gener de 1982) és un ciclista estatunidenc, professional des del 2004 fins al 2013. Actualment fa de director esportiu.

## Biografia
Vencedor de la Ronda de l'Isard de 2003, Jonathan Patrick McCarty passà a professionals l'any següent de la mà de l'equip US Postal. Com a professional no compta amb cap victòria de renom, i sols destaca una etapa de la Mount Hood Cycling Classic i la classificació de la muntanya de la Volta a Califòrnia de 2011.

## Palmarès
- 2003
  - 1r a la Ronda de l'Isard
- 2010
  - Vencedor d'una etapa de la Mount Hood Cycling Classic
- 2011
  - Vencedor de la classificació de la muntanya de la Volta a Califòrnia

### Resultats al Giro d'Itàlia
- 2006. 113è de la classificació general
- 2008. Abandona (14a etapa)